# Victoria Petrosillo
Victoria Petrosillo (Lyon, Ródano, Auvernia-Ródano-Alpes, 15 de noviembre de 1985), también conocida como Victoria Sio, es una cantante francesa de ascendencia italiana.

## Biografía
Victoria nació el 15 de noviembre de 1985 en Lyon, Ródano, Auvernia-Ródano-Alpes. Desde muy pequeña se sintió atraída por la música, en concreto, desde los 2 años de edad. Se dio a conocer cantando "L'accordéoniste", de Édith Piaf, en 1996, a los 10 años, en la emisión del programa infantil Je passe à la télé, siendo una de las seleccionadas entre los diferentes candidatos que se presentaron. Se proclamó vencedora del concurso en dos ocasiones consecutivas, ya que a finales de ese mismo año, con 11 años recién cumplidos, se volvió a presentar cantando la canción "L'hymne a l'amour", también de Édith Piaf. Posteriormente tuvo éxito al aparecer en televisión en los programas Vivement dimanche en 1999 o Plus vite que la musique en la cadena M6.
En respuesta a tanto éxito, Jacques Marouani la contrató y le presenta a Didier Barbelivien, que le escribió poco tiempo después una canción a la medida de su talento "Le désir de chanter".
Victoria tuvo el privilegio de representar a Francia en la Unesco junto a Michel Legrand y Barbara Hendricks el 14 de noviembre de 1999, en vísperas de su 14 cumpleaños: cantó ante 10 000 personas estando acompañada por 90 músicos.
Posteriormente llegó su encuentro con Gerardo Presgurvic, autor de "Romeo y Julieta, del odio al amor", que le escribió un nuevo sencillo, "Je veux tout". Las discográficas se sintieron seducidas por su talento, siendo finalmente Universal quien tomó a Victoria bajo su ala en el 2001. En ese mismo año, hizo una aparición especial en el programa infantil Drôles de petits champions (en el programa del 23 de febrero) de TF1, y, además, también lanzó dos sencillos para la banda sonora de la película animada Hjælp! Jeg er en fisk en Francia. 
En el 2004, sacó al mercado su álbum debut "Victoria", bajo la dirección artística de André Manoukian, después de haber firmado con la casa Mercury. Tenía entonces 18 años. Este álbum es fundamentalmente acústico, pop rock de la variedad francesa.
Su tercer sencillo, "Les amants sont éternels" ha sido designado como la canción emblema del espectáculo Holiday On Ice de 2004. Éste fue un lanzamiento real para Victoria ya que le permitió ser descubierta por toda Francia.
Consiguió pasar el casting para la comedia musical "Los Diez Mandamientos" pero no fue la elegida al ser demasiado joven. Luego pasó el reparto por la comedia musical "Le Roi Soleil", en esta ocasión obtuvo el papel de Isabel, la chica del pueblo, un personaje ficticio. Consiguió el éxito con éste espectáculo ahora célebre.

## Carrera musical
Junto a André Manoukian, trabajó en un proyecto de álbum.
Su paleta de artista se vuelve blanca cuando calza patines de cuchilla para la gira Holiday Ice. Acompañada entonces por Sara Abitbol y Stéphane Bernadis durante varios meses con la canción "los amantes son eternos".
Victoria decide detener la gira para presentarse al reparto del Rey Sol. Su voz sedujo en seguida al jurado. Encarnando a Isabel, la mujer del pueblo que mantiene una relación con el duque de Beaufort (interpretado por Merwan Rim).
Cantó la versión francesa de la serie americana Héroes con la canción titulada "El héroe de otro", esta canción se publicó bajo el sello "Music One" de TF1.
El 13 de mayo de 2008 publicó su segundo álbum "Histoires de..." en el que se en encuentra el sencillo "Imparfaits" destinado en principio a ser cantado por Grégory Lemarchal.

## Álbumes y sencillos
- Le désir de chanter (sencillo) - Lanzado en 1999
- Je veux tout (sencillo) - Lanzado el 12 de febrero de 2001
- Algunas canciones para la banda sonora en Francia de la película animada "Hjælp! Jeg er en fisk" (lanzados en 2001):

- "Avec un peu de magie!"

- "Gloups! Je Suis Un Poisson"
- Les amant sont éternels (sencillo) - Lanzado el 17 de febrero de 2004
- Victoria (álbum) - Lanzado en marzo de 2004
- Le héros d'un autre (sencillo) - Lanzado el 27 de agosto de 2007
- Imparfaits (sencillo) - Lanzado el 21 de abril de 2008
- Histoires de... (álbum) - Lanzado el 13 de mayo de 2008